# Albizia elegans
Albizia elegans är en ärtväxtart som beskrevs av Wilhelm Sulpiz Kurz. Albizia elegans ingår i släktet Albizia och familjen ärtväxter. Inga underarter finns listade i Catalogue of Life.